# Wiesław Chorosiński
Wiesław Chorosiński (ur. 30 kwietnia 1954 w Warszawie) – polsko-belgijski altowiolista, pedagog, organista i dyrygent.

## Życiorys
Ukończył Państwową Szkołą Muzyczną II stopnia im. Józefa Elsnera w Warszawie, w klasie altówki (1973) i organów (1975). Absolwent I Liceum Ogólnokształcącego imienia Bolesława Limanowskiego w Warszawie. W latach 1975–1979 studiował w warszawskiej Państwowej Wyższej Szkole Muzycznej / Obecnie Uniwersytet Muzyczny im. Fryderyka Chopina /. Dyplom magisterski otrzymał w 1979. W czasie studiów pobierał również lekcje dyrygentury u prof. Stanisława Wisłockiego. Z powodzeniem zdał egzamin konkursowy na Wydział Dyrygentury symfoniczno-operowej, lecz nie rozpoczął studiów z powodu wyjazdu w 1980 roku do Belgii.
Studia muzyczne kontynuował w Królewskim Konserwatorium w Antwerpii (Koninklijk Conservatoire Antwerpen) w zakresie kameralistyki (1980–1982), oraz w Królewskim Konserwatorium w Brukseli w klasie dyrygentury u prof. Guya Barbiego (1986–1988).
Był stałym członkiem orkiestry Centralnego Zespołu Artystycznego ZHP występując w latach 1971–1975 na terenie całego kraju. Reprezentował Polskę w Światowej Orkiestrze Jeunesses Musicales w Montrealu w 1976 podczas Ceremonii otwarcia Letnich Igrzysk Olimpijskich, pełniąc funkcję solisty i występując w obecności Królowej Elżbiety II podczas uroczystego koncertu na stadionie olimpijskim. Brał udział w mistrzowskich kursach interpretacji u Kurta Levina w Sztokholmie i Bruno Giuranny w Sienie. Był laureatem uczelnianego konkursu altówkowego w 1979.
W latach 1979–1980 był profesorem klasy altówki w Liceum Muzycznym im. Karola Szymanowskiego w Warszawie. Od 1980 przez 5 lat pełnił funkcje organisty przy polskim Kościele w Antwerpii i Gandawie. Współorganizował koncert organowy w 1982 w Antwerpii, z którego dochód został przeznaczony na pomoc żywnościową do Polski. Uczestniczył w akcji charytatywnej na pomoc potrzebującym podczas stanu wojennego 1981–1983.

## Kariera
Dyrygował Narodową Orkiestrą Belgijską w Brukseli oraz Orkiestrą Kameralną Uniwersytetu Muzycznego Fryderyka Chopina. Jako altowiolista kameralista współpracował z takimi zespołami jak Orkiestra Kameralna Filharmonii Narodowej pod kierunkiem Karola Teutscha, Polska Orkiestra Kameralna Sinfonia Varsovia Jerzego Maksymiuka, Warszawska Opera Kameralna.
Od 1980 roku związany jest z Królewską Filharmonią Flandryjską w Antwerpii (obecnie Antwerp Symphony Orchestra), w której pracuje do chwili obecnej, koncertując w kilkudziesięciu krajach Europy, a także w Kanadzie, Japonii i Chinach. Zapraszany do współpracy z 35 orkiestrami, jak: New York Philharmonic, London Symphony Orchestra, World Doctor Orchestra, Teatro dell’Opera di Roma, Orchestre Simfonica de Catalunya Barcelona, Berner Symphonieorchester, Orchestre Philharmonique du Luxembourg, Rotterdam Philharmonic, Szwedzka Królewska Orkiestra Filharmoniczna Stockholm, Orchestre Symphonique et Lyrique de Nancy, Tonhalle Orchester Zürich, Belgium Chamber Orchestra „I Fiamminghi”, Vlamse Opera Antwerpen, Symfonieorkest Vlaanderen, Brussels Philharmonic, Orquesta Filarmónica de Gran Canaria, Stuttgart Philharmonic, oraz ze szwajcarskimi orkiestrami kameralnymi „MasterPlayers” i „Il Tempo Giusto”, z którą koncertował w 40 miastach Szwajcarii.
Współpracował także z wybitnymi światowymi solistami, jak: Plácido Domingo, Luciano Pavarotti, Henryk Szeryng, Leonid Kogan, Mstisław Rostropowicz, Eugene Istomin, Alexandre Lagoya, Alexis Weissenberg, Kiri Te Kanawa, Maksim Wiengierow, Vadim Repin, Nikolaj Znaider, Ivo Pogorelić, Andriej Gawriłow, Lucia Popp, Christa Ludwig, Mirella Freni, Nikołaj Gjaurow, Klaus Maria Brandauer, Anne-Sophie Mutter, Mischa Maisky, Michaił Pletniow, Boris Piergamienszczikow, Susanna Mildonian, Salvatore Accardo, Sol Gabetta, Stefan Jackiw, Bruno Giuranna, Rudolf Buchbinder, Krystian Zimerman, Heinrich Schiff, Jean-Pierre Rampal, Ruggiero Ricci, Camilla Nylund Saris, Alain Marion, Uto Ughi, Ray Chan, Augustin Dumay, Zoltán Kocsis, Bryn Terfel Jones, Ivry Gitlis, Martha Argerich, Władimir Aszkenazi, Dezső Ránki, Boris Belkin, Christian Tetzlaff, Piotr Paleczny.
Występował na najbardziej prestiżowych scenach koncertowych na świecie, takich jak: Filharmonia Narodowa w Warszawie, Queen Elisabeth Center Antwerpen, Salle Wilfried Pelletier Montreal, Royal Festival Hall London, Santory Hall Tokyo, Symphony Hall Osaka, Koncert Haus i Konzertverein Wieden, Salle Playel i Théâtre des Champs Élysées w Paryżu, Tonhalle Zurich, Rudolfinum Praga, Munchen Philharmonie, Festiwal w Salzburgu, Philharmonie Luxembourg, University Rome, Cardiff Concert Hall, Belfast Concert Hall, Alte Oper Frankfurt, Palais Kursaal San Sabastian, Auditorio Manuel de Falla Granada, Auditorio Nacional Madrid, Victoria Hall Geneve, Basel Konzerthaus, Bern Konzert Hall, De Doelen Rotterdam, Konserthus w Sztokholmie, Festival Hall Budapeszt, Wiesbaden Concert Casino Hall, Royal Concertgebouw Amsterdam, Palais de Baux Arts Bruxelles, Teatr Narodowy w Pekinie,Macau Concert Hall, Teatro Massimo Palermo, Shangai Arts Center, Teatro Mayor Bogota, São Paulo Symphony Hall, Düsseldorf Konzerthalle, Köln Philharmonie, Ljubliana Philharmonic Center, Liège Concert Hall, Vatroslav Lisinski Concert Hall Zagreb, Radio TV Montreal Center, Quebec Concert Hall, Orford Arts Center Kanada, National Center for Performing Arts Mumbai, Auditorio Alfredo Krauss Las Palmas de Gran Canaria i wiele innych.
W latach 1992–1995 podczas koncertów w Sankt Moritz i Pontresinie w Szwajcarii występował jako solista w Symfonii Koncertującej Mozarta. W latach 1997–2001 koncertował we Francji i na stałe współpracował z Orchestre de Chambre d’Europe, w skład którego weszli członkowie zespołu „Solistes de Moscow” Jurija Baszmieta.
W grudniu 2009 koncertował z Orkiestrą Filharmoniczną Las Palmas de Gran Canaria.
W swojej 50-letniej karierze muzycznej wziął udział w ponad 3900 koncertach symfonicznych, operowych, kameralnych i solowych w Kanadzie, Europie, Japonii, Południowej Afryce, Indiach, Chinach, Makau, Kolumbii i Brazylii. Brał udział w radiowo-telewizyjnych sesjach nagraniowych dla wytwórni płytowych (ponad 80 płyt CD) i stacji telewizyjnych w Polsce, Kanadzie, Francji, Szwajcarii, Japonii, Belgii i Holandii. Decyzją Kancelarii Prezydenta RP na wniosek Ministra Spraw Zagranicznych, Wiesław Chorosiński został odznaczony Złotym Krzyżem Zasługi podczas Uroczystego Spotkania Prezydenta Andrzeja Dudy z Polonią belgijską w dniu 28 września 2019 w Ambasadzie Polskiej w Brukseli.
Od 2021 Wiesław Chorosiński jest muzykiem World Doctors Orchestra.
Decyzją Ministra Kultury, Dziedzictwa Narodowego i Sportu z dnia 8 czerwca 2021 Wiesław Chorosiński został odznaczony brązowym Medalem „Zasłużony Kulturze Gloria Artis”.